# 格利博維奇
49°37′21″N 24°26′42″E / 49.62250°N 24.44500°E

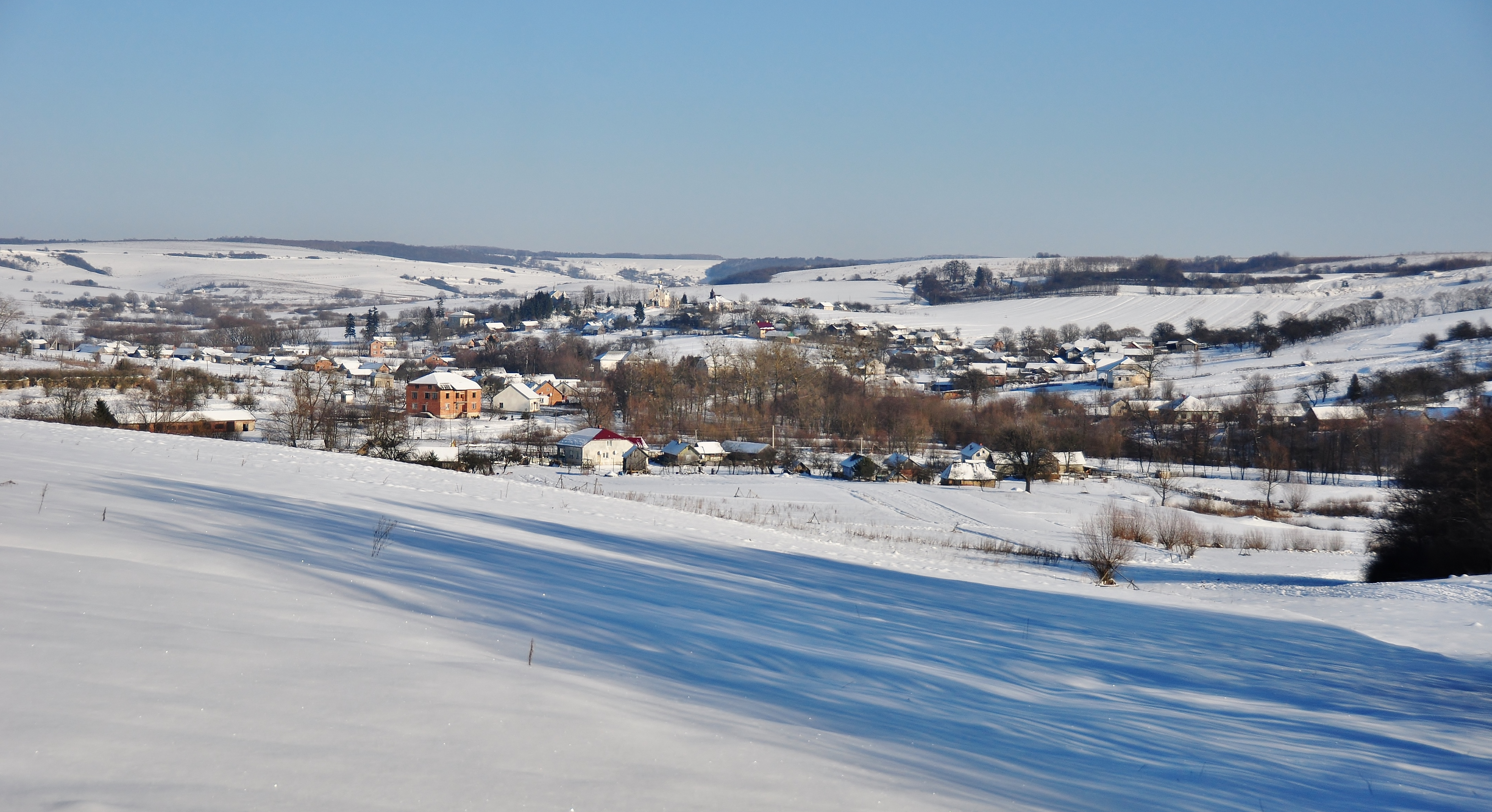

格利博維奇（烏克蘭語：Глібовичі），是烏克蘭西部的村莊，隸屬利維夫州的利維夫區。該村始建於1489年，面積2.44平方公里，海拔高度304米，人口600，人口密度每平方公里261.89人。